# Muscoli elevatori delle coste
Nell'anatomia umana, i muscoli elevatori delle coste sono muscoli del dorso.

## Anatomia
Hanno forma triangolare, con apice rivolto verso l'alto, e sono disposti lateralmente alla colonna vertebrale. Sono presenti 12 paia di muscoli che originano dai processi trasversi di tutte le vertebre toraciche esclusa la XII, infatti il primo muscolo elevatore origina dalla VII vertebra cervicale. Si inseriscono sul margine superiore della costa sottostante.
Vengono indicati come muscoli inspiratori dato che con la loro azione sollevano le coste.
Sono innervati dai ramificazioni laterali dei rami dorsali dei nervi spinali cervicali o toracici corrispondenti (comunemente C8-T11).

## Fonti
- AA.VV., Trattato di Anatomia, Edizioni Edi-Ermes, 2010.
- Netter, Atlante di Anatomia Umana, Quinta edizione Edra,2015